# Мукминова, Розия Галиевна
Роза Галиевна Мукминова (31 декабря 1922, Казань — 12 января 2007, Ташкент) — советский и узбекский историк-востоковед, доктор исторических наук.

## Биография
Роза Мукминова родилась 31 декабря 1922 года в Казани. Отец — Мухаммад Гали Миргали углы (1887—1969), уроженец Казани. Мать — Мукминова (Бахтиярова) Хадича Шигабитдиновна (1892—1980) — родом из деревни Гирдан Свияжского уезда Казанской губернии. В 1930 году вследствие притеснений, вызванных прикреплением главе семьи ярлыка «лишенца», Мукминовы были вынуждены переехать в Коканд Узбекской ССР, а позднее, в 1936 году в Ташкент.
В 1939 году Роза Мукминова окончила среднюю школу № 80 Ташкента и в том же году была зачислена на исторический факультет Среднеазиатского Государственного университета (САГУ). В этот период, в связи с началом Великой Отечественной войны, в Ташкент из Москвы и Ленинграда был эвакуирован ряд научно-исследовательских учреждений вместе с ведущими специалистами. Благодаря этому, ещё в студенческие годы Розе Мукминовой удалось прослушать лекции известных специалистов-историков, востоковедов, этнографов, таких как Бахрушин С. В. , В. И. Беляев, Б. Д. Греков, А. Ю. Якубовский, И. П. Петрушевский и др.. По собственному признанию Розы Мукминовой, «этот период … оказал большое влияние на всю дальнейшую жизнь». В 1944 году, завершив с отличием учёбу на историческом факультете САГУ, Роза Мукминова получила рекомендацию для продолжения обучения в аспирантуре. В результате, в 1944 году она была зачислена в первый набор аспирантуры при вновь организованном в Ташкенте Институте истории и археологии Академии наук УзССР (ныне Институт истории АН РУз).
В целях завершения диссертации, в 1948 году Роза Галиевна была командирована в Институт востоковедения АН СССР в Ленинграде (ныне — Институт восточных рукописей РАН), где продолжила работу под руководством проф. И. П. Петрушевского (1898—1977). Кандидатская диссертация на тему «Борьба за Мавераннахр между Темуридами и Шейбанидами (К истории образования узбекского государства Шейбанидов)» была защищена Розой Галиевной Мукминовой в 1949 году в Ленинграде. В качестве официальных оппонентов выступили А. Ю. Якубовский (1886—1953) и Н. Д. Миклухо-Маклай (1915—1975).
В том же году Роза Мукминова возвратилась в Ташкент и продолжила работу в Отделе древней и средневековой истории Института истории АН Узбекистана, где и продолжала неизменно работать вплоть до своей смерти.
В 1966 году вышло в свет первое монографическое исследование Р. Г. Мукминовой «К истории аграрных отношений в Узбекистане XVI в. по материалам „Вакф-наме“. В 1972 году ею защищена докторская диссертация на тему „Ремесло в Самарканде и Бухаре XVI в.“ Выдающимся вкладом в науку назвал её исследование видный специалист по истории средневекового востока А. Н. Болдырев . В 1976 году Розой Мукминовой была опубликована монография „Очерки по истории ремесла в Самарканде и Бухаре XVI в.“. Спустя несколько десятилетий после публикации японский исследователь Х. Коматцу назовет данный труд „самой выдающейся работой“ в области истории средневековых городов мусульманского Востока». В 1985 году вышла в свет очередная монография Розы Галиевны Мукминовой «Социальная дифференциация населения городов Узбекистана в XVI—XVI вв.» В общей сложности Розой Мукминовой было опубликовано более 250 научных работ.
Кавалер ордена Турецкой Республики «За заслуги» (1998) и орденом «Мехнат шухрати» (2001).